# محمد بن عبد الرحمن الفاسي
محمد بن عبد الرحمن الفاسي، ( 1058 هـ / 1648 م - 1134 هـ / 1722 م ) هو الفقيه العالم والمؤرخ الحيسوبي الأَخْبَر.

## سيرته
هو أبو عبد الله محمد بن عبد الرحمن بن عبد القادر الفاسي، ولد بفاس في 19 جمادى الثانية سنة 1058 هـ أخذ العلم عن أبيه وجده والعلماء الذين أجازوه بالمغرب أبو سالم العياشي وبالشرق أثناء رحلته للحرمين الشريفين العلماء الخرشي والزرقاني والسهرزوري. وبعدما تمكّن مُترجمنا من ناصية العلم، وأصبح فقيها متضلعا، ومؤرخا مدققا تهافت عليه طُلاب العلم ومن بينهم :
- العلامة الرُّحلة أبو عبد الله محمد بن الطيب الشرقي
- الإمام أبو عبد الله محمد الصّغير بن محمد بن عبد الله الإفراني
- الشيخ أبو عبد الله مَحمد بن أحمد بن محمد بن عبد القادر الفاسي (ت 1179هـ)

## مؤلفاته
عرف العلامة محمد بن عبد الرحمن الفاسي بانكبابه على التقييد والتأليف في بعض الفنون. من بين مؤلفاته :
- المنح البادية في الأسانيد العالية والمسلسلات الزاهية والطرق الهادية الكافية.
- كشف الغيوب عن رؤية حبيب القلوب صلى الله عليه وسلم.
- الكوكب الزاهر في سير المسافر.
- مختصر طبقات الشافعية لابن السبكي.
- مختصر كتاب الإصابة في تمييز الصحابة لابن حجر، وصل فيه إلى حرف العين.

## وفاته
توفي صبيحة يوم الخميس خامس عشر جمادى الثانية، وقيل: خامس جمادى الثانية، وقيل: أواسط شعبان من عام أربعة وثلاثين ومائة وألف، وَدُفِن من يومه بداخل محراب زاوية جده عبد القادر الفاسي.